# إيميليو دي فولفيو
إيميليو دي فولفيو (بالإسبانية: Emilio Di Fulvio)‏ (17 مايو 1995 في الأرجنتين - ) هو لاعب كرة قدم أرجنتيني في مركز حراسة المرمى. لعب مع روزاريو سنترال.

## روابط خارجية
- إيميليو دي فولفيو على موقع قاعدة بيانات كرة القدم.إي يو (الإنجليزية)
- إيميليو دي فولفيو على موقع Soccerway.com (الإنجليزية)